# José Manuel Carrascalão

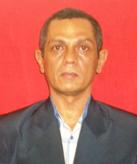
José Manuel Carrascalão

José Manuel Castela Viegas Carrascalão (* 2. Mai 1960 in Dili in Portugiesisch-Timor) ist ein Politiker aus Osttimor. Er ist stellvertretender Vorsitzender der Associação Social-Democrata de Timor (ASDT) und ASDT-Präsident in der Gemeinde Manatuto.

## Leben
José Manuel ist der drittälteste Sohn von Manuel Carrascalão, dem ehemaligen Präsidenten des Nationalrats, während der Verwaltung Osttimors durch die UNTAET. Aus der Familie Carrascalão stammen mehrere Politiker des Landes, die in verschiedenen Parteien tätig waren und sind. Außerhalb seiner politischen Arbeit ist José Manuel Carrascalão vom Beruf Landwirt. Er hat vier Jahre lang die Grundschule besucht.
José Manuel Carrascalão war ab 2007 Abgeordneter des Nationalparlament Osttimors. Hier war er Chef der Abgeordnetengruppe der ASDT, und Mitglied in der Kommission für konstitutionelle Angelegenheiten, Justiz, Öffentliche Verwaltung, lokale Rechtsprechung und Gesetzgebung der Regierung (Kommission A), Kommission für Wirtschaft, Finanzen und Korruptionsbekämpfung (Kommission C) und Kommission für Infrastruktur und Soziale Einrichtungen (Kommission G).
Bei einem Parteitag Anfang 2008 forderte die ASDT ihre Mitglieder Tourismusminister Gil da Costa Alves und Staatssekretär für Umwelt Abílo de Deus de Jesus Lima, zu entlassen. Sie beschuldigte beide Politiker der Korruption, zu großer Nähe zum indonesischen Militär und Wirtschaft und dass sie nicht die Ideologie der ASDT repräsentieren würden. Premierminister Gusmão weigerte sich die beiden zu entlassen, worauf Anfang Mai die ASDT eine Vereinbarung mit der FRETILIN, der größten Oppositionspartei, über eine zukünftige Zusammenarbeit unterzeichnete. Carrascalão stellte sich mit den anderen Abgeordneten der ASDT im Parlament gegen die Entscheidung der Partei und drohte auch bei einem Austritt der ASDT aus der Regierungskoalition AMP weiter mit dieser zusammenzuarbeiten. Die ASDT blieb bis zum Ende der Legislaturperiode 2012 in der Koalition.
Carrascalão wurde 2009 zum stellvertretenden Minister für Infrastruktur unter Minister Pedro Lay vereidigt. Dem Gesetz folgend gab er dafür seinen Sitz im Parlament auf. Der ASDT-Parteichef Francisco Xavier do Amaral rückte ins Parlament nach und übernahm auch den Fraktionsvorsitz. Bei den Parlamentswahlen in Osttimor 2012 scheiterte die ASDT an der Drei-Prozent-Hürde und Carrascalão verlor sein Amt als Vizeminister mit Antritt der neuen Regierung am 8. August.